# Eupelops
Eupelops är ett släkte av kvalster som beskrevs av Ewing 1917. Eupelops ingår i familjen Phenopelopidae.

## Dottertaxa tillEupelops, i alfabetisk ordning[1][2]
- Eupelops absalom
- Eupelops acromios
- Eupelops apicalis
- Eupelops berlesei
- Eupelops brevipilus
- Eupelops capensis
- Eupelops caucasicus
- Eupelops claviger
- Eupelops contaminatus
- Eupelops crinitus
- Eupelops differens
- Eupelops distinctus
- Eupelops ecuadoriensis
- Eupelops engelbrechti
- Eupelops erinaceus
- Eupelops eximius
- Eupelops farinosus
- Eupelops forsslundi
- Eupelops foveolatus
- Eupelops geminus
- Eupelops gibbus
- Eupelops grandis
- Eupelops halophilus
- Eupelops heegi
- Eupelops hygrophilus
- Eupelops incompletus
- Eupelops japonensis
- Eupelops kivuensis
- Eupelops latipilosus
- Eupelops limbulatus
- Eupelops longisetosus
- Eupelops major
- Eupelops margatensis
- Eupelops minutus
- Eupelops miyamaensis
- Eupelops mongolicus
- Eupelops nepotulus
- Eupelops occultus
- Eupelops oudemansi
- Eupelops parvus
- Eupelops planicornis
- Eupelops plicatus
- Eupelops pocsi
- Eupelops rapaensis
- Eupelops reticulatus
- Eupelops septentrionalis
- Eupelops shagdarsureni
- Eupelops silvestris
- Eupelops somalicus
- Eupelops spongiosus
- Eupelops strenzkei
- Eupelops subexutus
- Eupelops subulatus
- Eupelops subuliger
- Eupelops sulcatus
- Eupelops suramericanus
- Eupelops tahitiensis
- Eupelops tardus
- Eupelops terminalis
- Eupelops tibialis
- Eupelops torulosus
- Eupelops uraceus
- Eupelops variatus